# Имамовичи
Имамовичи (на сръбски: Имамовићи) е село в Босна и Херцеговина, разположено в община Соколац, в ентитета на Република Сръбска. Намира се на 844 метра надморска височина. Населението му според преброяването през 2013 г. е 23 души, от тях: 22 (95,65 %) бошняци, 1 (4,34 %) сърбин.

## Население
Численост на населението според преброяванията през годините:
- 1961 – 160 души
- 1971 – 168 души
- 1981 – 129 души
- 1991 – 91 души
- 2013 – 23 души